# 埃斯塔瓦耶勒拉克
埃斯塔瓦耶（法語：Estavayer-le-Lac）是瑞士弗里堡州的一个镇。位于纳沙泰尔湖南岸。
截至2009年底，埃斯塔瓦耶共有居民4966人。

## 旅游
埃斯塔瓦耶完整保存了中世纪古镇的城墙、城门、城堡等建筑物。城东北角的舍诺城堡修建于14世纪末，雄伟壮观，目前是布洛瓦区政府的所在地。

## 外部連結
- （法文）埃斯塔瓦耶官方网站（页面存档备份，存于）